# Bulgaria (género)
Bulgaria es un género de hongos en la familia Bulgariaceae.

## Especies
- Bulgaria cyathiformis
- Bulgaria geralensis
- Bulgaria inquinans
- Bulgaria moelleriana
- Bulgaria prunicola
- Bulgaria pusilla
- Bulgaria sydowii
- Bulgaria turbinata
- Bulgaria urnula